# يان كريكيلس
يان كريكيلس (بالهولندية: Jan Krekels) مواليد 26 أغسطس 1947 في هولندا، هو دراج هولندي سابق في صنف سباق الدراجات على الطريق. سبق أن شارك في دورة الألعاب الأولمبية الصيفية وفاز بميدالية أولمبية.

## سجل النتائج

### سباقات أو مراحل فاز بها
- طواف فرنسا
- طواف سويسرا

## الميداليات
| الميدالية | المسابقة                       |
| --------- | ------------------------------ |
| ذهبية     | الألعاب الأولمبية الصيفية 1968 |

## وصلات خارجية
- الموقع الرسمي

## روابط خارجية
- يان كريكيلس على موقع أرشيف الدراجات (الإنجليزية)
- يان كريكيلس على موقع إحصائيات الدراجات الإحترافية (الإنجليزية)
- يان كريكيلس على موقع CycleBase (الإنجليزية)
- يان كريكيلس على موقع أوليمبيديا (الإنجليزية)